# Новий Погляд (телепередача)
«Новий Погляд» — документальний цикл телепередач про нові точки зору на звичні речі та явища. Кожен випуск програми акцентував увагу на окремій темі. Виходила до вересня 2012 року на Новому каналі. Нині з 2020 року виходять архівні випуски у нічному блоці «Зона ночі»